# Reimar Scherz

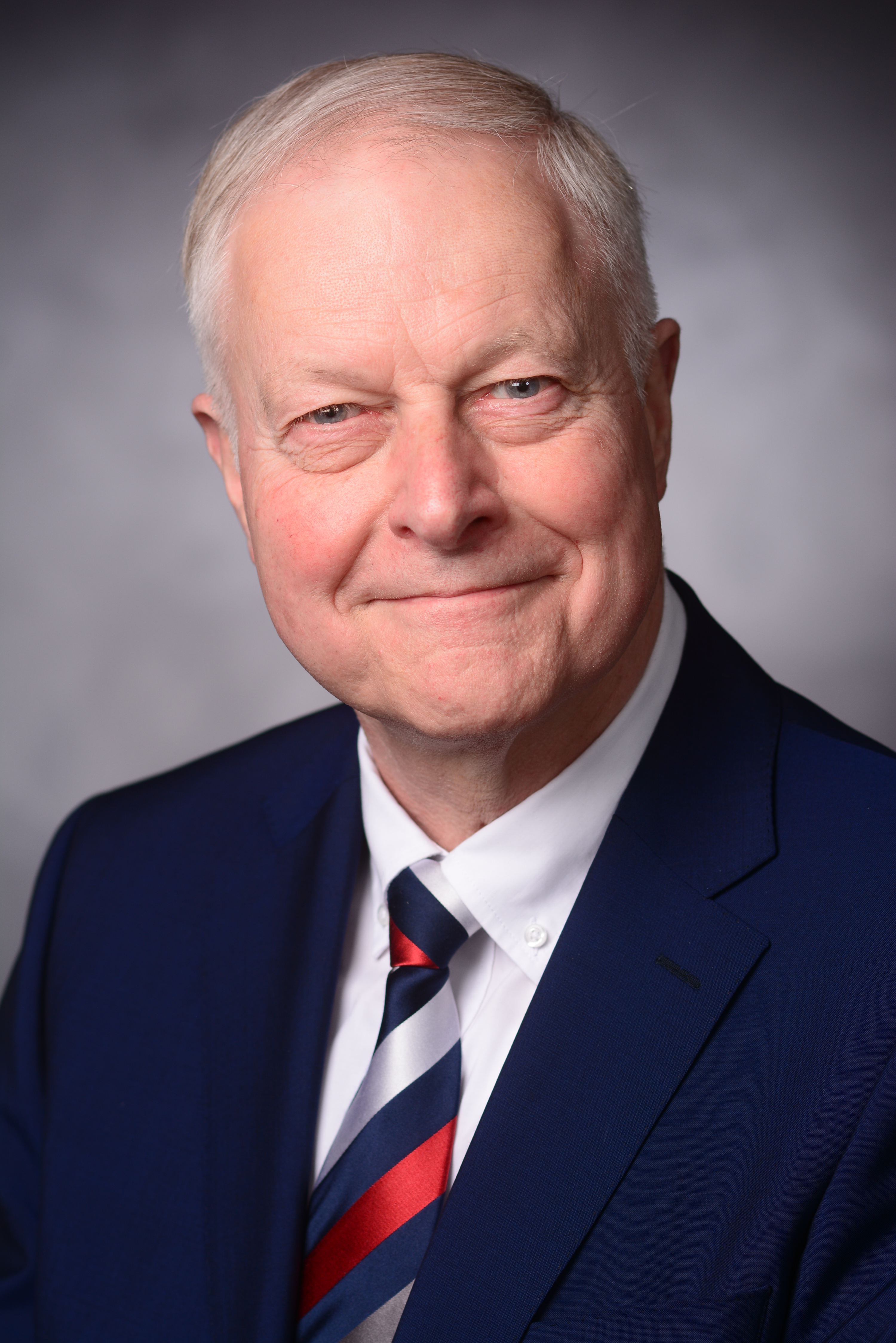
Reimar Scherz 2021

Reimar Scherz (* 27. März 1944 in Passau) ist ein Brigadegeneral außer Dienst des deutschen Heeres der Bundeswehr und wurde nach seiner Pensionierung Mitarbeiter des Behörden Spiegel.

## Militärische Laufbahn
Scherz 1964 in die Bundeswehr ein und wurde zum Offizier der Fernmeldetruppe ausgebildet. In seiner Dienstzeit war er u. a. Kompaniechef und Kommandeur, Stabsoffizier in zahlreichen nationalen und internationalen Stäben, Referatsleiter im Bundesministerium der Verteidigung und Mitarbeiter an der Stiftung Wissenschaft und Politik (SWP).
Er absolvierte von 1976 bis 1978 den 19. Generalstabslehrgang Heer an der Führungsakademie der Bundeswehr in Hamburg, wo er zum Offizier im Generalstabsdienst ausgebildet wurde. Er besuchte das US Armed Forces Staff College und das NATO Defense College. In seinen zahlreichen Verwendungen beschäftigte er sich u. a. mit Sicherheitspolitik, mit Führung/Führungsunterstützung und der entsprechenden Informations- und Kommunikationstechnik. In seiner letzten Verwendung war er Vizepräsident des Bundesamtes für Informationsmanagement und Informationstechnik der Bundeswehr (IT-AmtBw) in Koblenz. Mit Ablauf des März 2005 wurde er in den Ruhestand versetzt.

## Tätigkeiten nach der Bundeswehr
Nach seiner Pensionierung wurde Reimar Scherz Mitarbeiter im Behörden Spiegel. Von 2005 bis 2023 war er Mitglied des Programm- und Herausgeberbeirats. Er war Moderator von zahlreichen nationalen und internationalen Konferenzen und Kongressen, u. a. des Europäischen Polizeikongresses und des Europäischen Bevölkerungs- und Katastrophenschutzkongresses. Von 2005 bis 2019 hat er die Berliner Sicherheitskonferenz, eine der wichtigsten Veranstaltungen zur Europäischen Sicherheit und Verteidigung, geleitet. Bis Ende 2023 war er Senior Advisor des Behörden Spiegel.
Reimar Scherz ist seit 2006 redaktioneller Leiter des AFCEA-Magazins, einer jährlichen Publikation des Behörden Spiegel. Das Magazin wird in Zusammenarbeit mit AFCEA Bonn e.V. und jährlich wechselnden Partnern herausgegeben.

## Sonstiges
Reimar Scherz ist Mitglied und Ehrenvorsitzender von AFCEA Bonn e.V. Als Stellvertretender Vorsitzender hat er von 2005 bis 2015 zehn Jahre lang die Programmgestaltung von AFCEA Bonn e.V. verantwortet. Sechs Jahre war er zudem Mitglied des Executive Committee von AFCEA International. Er ist Distinguished Life Member von AFCEA International.
Scherz ist verheiratet.

## Veröffentlichungen
- Land- und Luftstreitkräfte in Europa – Ein militärischer Kräftevergleich, Stiftung Wissenschaft und Politik, SWP – S 318, Ebenhausen 1985
- Land- und Luftstreitkräfte in Europa, in: Erhard Forndran / Hans-Joachim Schmidt (Hrsg.), Konventionelle Rüstung im Ost-West-Vergleich – Zur Beurteilung militärischer Potentiale und Fähigkeiten, Baden-Baden 1986[4]
- Zahlreiche Beiträge in den Sonderheften des Behörden Spiegel AFCEA 2006 – 2023, u. a.:
  - 40 Jahre AFCEA Bonn e.V. – eine Erfolgsgeschichte, in: AFCEA 2023, Sonderheft des Behörden Spiegel zur AFCEA-Fachausstellung 2023